# Philolema abalosi
Philolema abalosi is een vliesvleugelig insect uit de familie Eurytomidae. De wetenschappelijke naam is voor het eerst geldig gepubliceerd in 1964 door De Santis.